# Temporada 2016-2017 de l'EC Granollers
Dades de la 43a temporada a Tercera Divisió de l'Esport Club Granollers.

## Plantilla
| Núm. | Pos. |           | Jugador                            | Procedència               | Temporada |
| ---- | ---- | --------- | ---------------------------------- | ------------------------- | --------- |
|      | POR  | Catalunya | Iván Francisco Fuentes Gómez 'Ivi' | UE Sant Andreu            | 2016-2017 |
|      | POR  | Catalunya | Joel Samper Enríquez               | EF Gironès-Sàbat          | 2016-2017 |
|      | DEF  | Catalunya | Roger Bellavista Fortuny           | UE Vic                    | 2010-2011 |
|      | DEF  | Catalunya | Gerard Font López                  | CF Damm                   | 2013-2014 |
|      | DEF  | Catalunya | Sergi Valls Buiza                  | Palamós CF                | 2013-2014 |
|      | DEF  | Catalunya | Carles Mur Amigó                   | UA Horta                  | 2016-2017 |
|      | DEF  | Catalunya | Jaume Serra Rodríguez              | UE Vic                    | 2016-2017 |
|      | DEF  | Catalunya | Francisco Fuentes Corominas        | FC Martinenc              | 2016-2017 |
|      | DEF  | Catalunya | Èric Martínez Ibáñez               | AEC Manlleu               | 2016-2017 |
|      | DEF  | Catalunya | Daniel Erencia Moreno              | Celaya FC                 | 2016-2017 |
|      | DEF  | Catalunya | Javier González López              | Terrassa FC               | 2016-2017 |
|      | MIG  | Catalunya | Àlex Gil Salas                     | CF Mollet UE              | 2013-2014 |
|      | MIG  | Catalunya | Ramon Suárez Ibáñez                | CF Mollet UE              | 2014-2015 |
|      | MIG  | Catalunya | Héctor Miguel Páez                 | CD Masnou                 | 2014-2015 |
|      | MIG  | Catalunya | Ricard Alcántara Martorell 'Ricky' | UE Vilassar de Mar        | 2015-2016 |
|      | MIG  | Catalunya | Marc Burgos López                  | Terrassa FC               | 2016-2017 |
|      | MIG  | Catalunya | Joshua Romero Cabeza               | AEC Manlleu               | 2016-2017 |
|      | MIG  | Catalunya | Joel Sánchez Brey                  | UE Cornellà juvenil       | 2016-2017 |
|      | MIG  | Catalunya | Alejandro Manuel Muñoz Caballé     | CF Badalona juvenil       | 2016-2017 |
|      | DAV  | Catalunya | Carlos Cano Jiménez                | Santfeliuenc FC           | 2015-2016 |
|      | DAV  | Catalunya | Alejandro Cañadilla Zúñiga         | UA Horta                  | 2016-2017 |
|      | DAV  | Catalunya | Albert Corzo Buendía               | UE Cornellà juvenil       | 2016-2017 |
|      | DAV  | Catalunya | Roland Garros Torrent              | Cerdanyola del Vallès FC  | 2016-2017 |
|      | DAV  | Catalunya | Àlex Español Guiu                  | CE Sabadell FC B          | 2016-2017 |
|      | DAV  | Catalunya | Lluís Bargalló Pastor              | Girona FC juvenil (cedit) | 2016-2017 |

Altres jugadors utilitzats a la pretemporada: Xavi, José, Armando Ariel Irigoyen Benítez (juvenil), Marc Vélez Alonso (juvenil), Germán Collado Padilla (Albacete B), Aarón, Antoni Atanasio González (juvenil), Enzo, Irwing Torres, Diego Carrillo Pendás (Castellón). 

Llegenda:  ·   Capità  ·   Juvenil  ·   Lesionat  ·   Altes  ·   Passaport europeu  ·   Extracomunitari  ·   Extracomunitari sense restricció
| Baixes 2015-2016                | Destinació               |
| José Ortega Díaz                | Terrassa FC              |
| Roger Martínez Rosique 'Rugi'   | Terrassa FC              |
| Aitor Torres Martínez           | Cerdanyola del Vallès FC |
| Marcelo Luna Sáez               | FP Hermes                |
| David Bauli Palacios            | CE Júpiter               |
| Ferran Vila Bassas              | CE Júpiter               |
| Pedro Bilbao Tejeda             | UE Sant Ildefons         |
| Eloi Zamorano Coll              | UE Llagostera B          |
| Joan Guillamat Ribó             | estudis                  |
| Dídac Rodríguez González 'Didi' | FC Sant Cugat Esport     |
| David Durán Fuentes             | FC Martinenc             |
| Roger Mora Torrent              | CF Lloret                |
| Eduard Cosme Bruy               | UE Vilassar de Mar       |
| Mario Martín Flores             | lesionat                 |

| Baixes 2016-2017 | Destinació |

## Resultats i classificacions
| Copa Catalunya |

| 30 juliol 2016                                           | CF Montañesa | 1 – 1                                 | EC Granollers | Nou Barris, Barcelona                                                                               |                                                                  |
| 20:00 1a ronda                                           | Alberto García 38' Tato · Santos, Segarra, Alberto García, Payán · Toni Pérez, Edu Domingo, Uri, Diego · Joel Martínez, Joshua | Mundo Deportivo BTV Notícies Acta FCF | 36' (p.) Carlos Cano Ivi · Sergi Valls, Fran Fuentes, Èric, Javi González · Burgos, Héctor · Cañadilla, Joshua, Español · Carlos Cano | Municipal · 600 espectadors · Juan Mauel Martín Varas · Óscar Cubero Vidal · Xavier Ariño Jiménez · |                                                                  |
|                                                          | | Tanda de penals                       | | |                                                                  |
| Dowi · Pau López · Montoro · Dani Sánchez · Pedro García | Dowi · Pau López · Montoro · Dani Sánchez · Pedro García                                                                       | 5 – 4                                 | Ricky · Suárez · Fran Fuentes · Alejandro · (fora) Javi González                                                                      | Ricky · Suárez · Fran Fuentes · Alejandro · (fora) Javi González                                    | Ricky · Suárez · Fran Fuentes · Alejandro · (fora) Javi González |

| Amistosos |

| 27 juliol 2016 | UE Sant Andreu                                                                                               | 1 – 1                    | EC Granollers                                                                                                 | Sant Andreu de Palomar, Barcelona                      |  |
| 19:15          | Toro 57' Segovia · Llamas, Jandro Mejía, David López, Carroza · José, Joel, Pol Renyé, Juanan · Sekou, Jalal | Mundo Deportivo Acta FCF | 74' Carlos Cano Ivi · Xavi, Fran Fuentes, Èric, Font · Burgos, Joel · Corzo, Joshua, Bargalló · Roland Garros | Narcís Sala · 800 espectadors · Sergi Carrero Romera · |  |

| 1 agost 2016 | EC Granollers | 0 – 1                               | UE Llagostera | Granollers                                              |  |
| 20:00        | Suárez 07' (aturat) Ivi · Mur, Dani Erencia, Éric, Font · Suárez, Collado · Corzo, Ricky, Roland Garros · Alejandro | Mundo Deportivo L'Esportiu Acta FCF | 09' Soufiane Nico Ratti · Tarrenchs, Ferrer, Samu, Mainau · Pablo Sánchez, De Val, Barnils, Soufiane · Carlos Martínez, Laporta | Carrer Girona · 300 espectadors · Rubén Mancera Antón · |  |

| 6 agost 2016 | CE L'Hospitalet | 2 – 0                                    | EC Granollers                                                                                           | L'Hospitalet de Llobregat                                       |  |
| 20:00        | Rubio 14' · Salinas 23' Víctor · Dani Fernández, Hostench, Juste, Selvas · Higón, Zamora, Benjamín, Rubio · Salinas, Teo | Mundo Deportivo CE L'Hospitalet Acta FCF | Ivi Mur, Fran Fuentes, Bellavista, Javi González Burgos, Ricky Corzo, Joshua, Roland Garros Carlos Cano | Feixa Llarga · 200 espectadors · José Emilio Sánchez Aparicio · |  |

| 10 agost 2016 | EC Granollers                                                                                     | 0 – 1                    | UE Tona | Granollers                                             |  |
| 20:30         | Ivi Mur, Fran Fuentes, Suárez, Javi González Héctor, Ricky Cañadilla, Joshua, Español Carlos Cano | Mundo Deportivo Acta FCF | 41' Nil Salarich Alexis · Pol, Costa, Sergi Fuentes, Toti · Nil Salarich, Guillem, Eloi, Munti · Edu Margenet, Tuneu | Carrer Girona · 140 espectadors · Álex Gómez Meneses · |  |

| 13 agost 2016 | Girona FC B | 1 – 0    | EC Granollers                                                                                            | Fontajau, Girona                |  |
| 19:00         | Ismael 55' Cabrera · Pol Ros, Jiménez, Ferran, Raúl García · Guilana, Sergio González, Èric Díaz · Nahuel, Gallardo, Balaguer | Acta FCF | Samper Mur, Sergi Valls, Bellavista, Javi González Burgos, Joel Cañadilla, Ricky, Àlex Gil Roland Garros | Fontajau · Sergi Rigau García · |  |

| 17 agost 2016 | EC Granollers | 3 – 0                    | CE Abadessenc | Granollers                                                   |  |
| 20:30         | Cañadilla 15' · Àlex Gil 33' · Èric 44' Ivi · Mur, Sergi Valls, Èric, Javi González · Burgos, Héctor · Cañadilla, Joel, Àlex Gil · Cano | Mundo Deportivo Acta FCF | Jaume Mondéjar Albert Argelagués, Jaume Francolí, Pol Berenguer, Cabanas David Martín, Camacho, Francis, Guillem Pajares Édgar, Aleix Contreras | Carrer Girona · 150 espectadors · Carlos Rodríguez Enrique · |  |

| 25 agost 2016            | EC Granollers | 1 – 2                    | UE Vic | Granollers                                                 |  |
| 20:30 Trofeu Festa Major | Suárez 18' · Samper · Mur, Fran Fuentes, Dani Erencia, Font · Suárez, Alejandro · Corzo, Ricky, Joshua · Roland Garros | Mundo Deportivo Acta FCF | 56' (p.p.) Cañadilla · 63' Quim Reig · Robert, Gil, Héctor, David Busquets · Isma, Torné · Roca, Peque, Joel Rama · Mia Valls | Carrer Girona · 300 espectadors · Carlos Albelda Bárcena · |  |

| Tercera Divisió |

| Posició | J | G | E | P | GF | GC | DG | Punts |
| ------- | - | - | - | - | -- | -- | -- | ----- |
|         |   |   |   |   |    |    |    | '     |